# Japanska graven

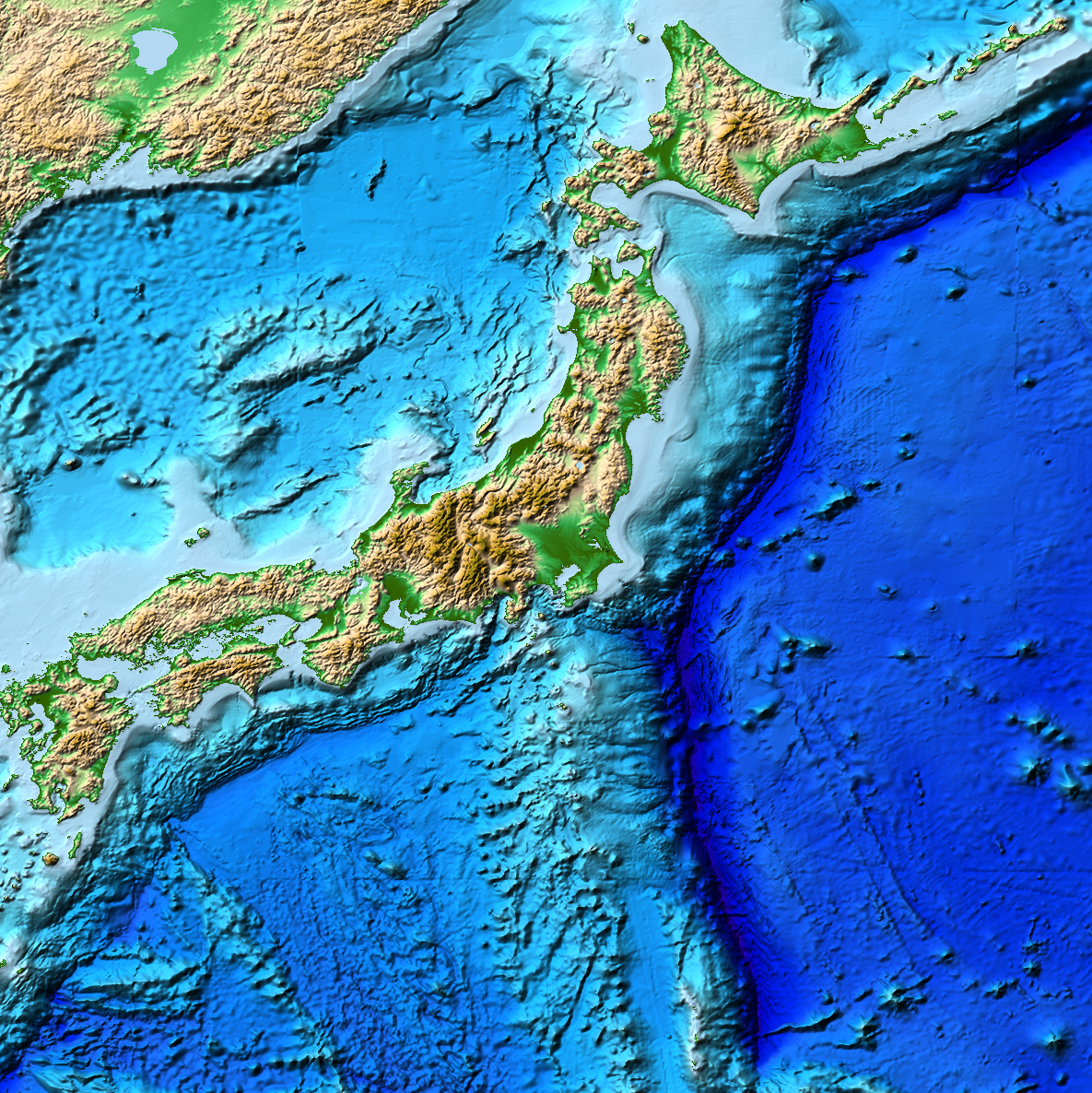
Japanska graven ligger öster om den japanska ön Honshu

Japanska graven är en oceanisk försänkning och en del av Stilla havets Eldringen i botten av norra Stilla havet utanför nordöstra Japan. Den sträcker sig från Kurilerna till Boninöarna och är cirka 8 130 meter som djupast. Graven är en förlängning av Kurilerna–Kamtjatka-graven i norr och Izu-Ogasawara–graven i söder (båda två än djupare), med en längd av 800 km. Alla tre har en total längd på cirka 400 mil.
Försänkningen uppstår när Stillahavsplattan förskjuts under den kontinentala Ochotska plattan. Denna förskjutningsprocess orsakar en krökning av den nedåtgående plattan, och skapar därigenom en gravsänka. Den evigt fortsatta rörelsen av förskjutningszonen vid Japanska graven är en av de främsta orsakerna till tsunami och jordbävningar i norra Japan.

## Händelser
- Den 11 augusti 1989 dök en mindre ubåt med tre personer ner till 6 526 m för att undersöka Japanska graven.
- I oktober 2008 upptäckte ett brittisk-japanskt team ett stim av fisk, Pseudoliparis amblystomopsis, på ett djup av 7 700 m  i graven; denna fiskart anses vara den djupast levande som någonsin upptäckts.
- Den 11 mars 2011 inträffade en av de värsta naturkatastroferna genom jordbävningen vid Tohoku.[2]